# Regiment Milicji Kaliskiej
Regiment Milicji Kaliskiej – polski oddział piechoty wchodzący w skład wojsk powstańczych okresu insurekcji kościuszkowskiej.

## Formowanie
Jednostka ta została sformowana z rekrutów województwa kaliskiego w końcowym etapie powstania, we wrześniu 1794. Regiment składał się z sześciu kompanii ( w etacie 8) i 29 października liczył 600 głów. Zatwierdzony przez Naczelnika Tomasza Wawrzeckiego etat uwzględnił tylko 31 oficerów – 4 oficerów na kompanię oraz 7 oficerów sztabu wyższego i średniego. Regimentem dowodził oficer w randze pułkownika.